# Lukas Weißhaidinger
Lukas Weißhaidinger, né le 20 février 1992 à Schärding, est un athlète autrichien, spécialiste du lancer de disque. Médaillé de bronze de la discipline aux championnats du monde de Doha en 2019, il décroche une médaille du même métal aux Jeux olympiques de Tokyo en 2021.

## Biographie
Il remporte le titre lors des Championnats d'Europe juniors d'athlétisme 2011.
Le 1er août 2015 à Schwechat, il porte son record (record national) à 67,24 m, en battant de 4 cm Gerhard Mayer. Lors des années suivantes, il termine 6ème des Jeux Olympiques de Rio en 2016 avec 64,95 m, puis 9ème des championnats du monde de Londres en 2017 avec 63,76 m.
Après avoir battu son propre record national avec une marque à 68,98 m le 20 mai 2018, Lukas Weißhaidinger remporte la médaille de bronze aux championnats d'Europe de Berlin Le 8 août 2018 avec un jet à 65,14 m. Devancé par le Lituanien Andrius Gudžius (68,46 m) et le Suédois Daniel Ståhl (68,23 m), il décroche à 26 ans sa première médaille internationale chez les séniors.
En 2019, il se classe deuxième de la finale de la Ligue de diamant à Bruxelles derrière le Suédois Daniel Ståhl avec un jet à 66,03 m. Il décroche ensuite la médaille de bronze des championnats du monde 2019 à Doha avec 66,82 m, derrière Daniel Ståhl et Fedrick Dacres.
Deux ans plus tard aux Jeux de Tokyo, il glane une nouvelle médaille de bronze lors de la finale olympique du disque avec un lancer à 67,07 m. Il est devancé sur le podium par deux Suédois, Daniel Ståhl (vainqueur avec 68,90 m) et Simon Pettersson (deuxième avec 67,39 m).
En 2022 il porte le record national à 69,11 m. En 2023 il dépasse les 70 m avec un lancer à 70,68 m.

## Palmarès
| Date | Compétition                          | Lieu             | Résultat | Épreuve | Marque  |
| ---- | ------------------------------------ | ---------------- | -------- | ------- | ------- |
| 2009 | Championnats du monde cadets         | Bressanone       | 4e       | Poids   | 20,19 m |
| 2009 | Festival olymp. de la jeunesse euro. | Tampere          | 1er      | Poids   | 20,35 m |
| 2009 | Festival olymp. de la jeunesse euro. | Tampere          | 1er      | Disque  | 60,94 m |
| 2010 | Championnats du monde juniors        | Moncton          | 6e       | Poids   | 19,03 m |
| 2011 | Championnats d'Europe juniors        | Tallinn          | 1er      | Disque  | 63,83 m |
| 2015 | Jeux européens                       | Bakou            | 3e       | Poids   | 18,48 m |
| 2016 | Jeux olympiques                      | Rio de Janeiro   | 6e       | Disque  | 64,95 m |
| 2016 | Ligue de diamant                     | Ligue de diamant | 5e       | Disque  | détails |
| 2017 | Coupe d'Europe hivernale des lancers | Las Palmas       | 1er      | Disque  | 65,73 m |
| 2017 | Championnats d'Europe par équipes    | Tel Aviv         | 1er      | Disque  | 65,66 m |
| 2017 | Championnats du monde                | Londres          | 9e       | Disque  | 63,76 m |
| 2018 | Championnats d'Europe                | Berlin           | 3e       | Disque  | 65,14 m |
| 2018 | Ligue de diamant                     | Ligue de diamant | 5e       | Disque  | 65,66 m |
| 2019 | Championnats d'Europe par équipes    | Varazdin         | 1er      | Disque  | 63,99 m |
| 2019 | Ligue de diamant                     | Ligue de diamant | 2e       | Disque  | 66,03 m |
| 2019 | Championnats du monde                | Doha             | 3e       | Disque  | 66,82 m |
| 2021 | Jeux olympiques                      | Tokyo            | 3e       | Disque  | 67,07 m |
| 2022 | Championnats du monde                | Eugene           | 10e      | Disque  | 63,98 m |
| 2023 | Championnats du monde                | Budapest         | 7e       | Disque  | 65,54 m |
| 2024 | Championnats d'Europe                | Rome             | 2e       | Disque  | 67,70 m |
| 2024 | Jeux olympiques                      | Paris            | 6e       | Disque  | 67,54 m |

## Records
| Épreuve          | Épreuve          | Marque       | Lieu      | Date            |
| ---------------- | ---------------- | ------------ | --------- | --------------- |
| Lancer du poids  | En plein air     | 19,22 m      | Andorf    | 18 août 2012    |
| Lancer du poids  | En salle         | 19,32 m      | Linz      | 31 janvier 2013 |
| Lancer du disque | Lancer du disque | 70,68 m (NR) | Schwechat | 19 mai 2023     |